# Povl Winning Toussieng
Povl Winning Toussieng (født 15. juni 1892 i Aalborg, død 11. januar 1967 i København) var en dansk læge, modstandsmand og forfatter. 

## Baggrund og uddannelse
Han var søn af oberst Heinrich Elfred Theodor Toussieng (1845-1908) og Regina Frederikke Winning (1859-1938). Han blev student fra Rungsted Kostskole i 1909, cand.med. fra Københavns Universitet i 1917 og var derefter praktiserende læge i Nysted indtil 1921.
Toussieng var gift med Ingeborg Marie Amalie Hansen, som han fik to børn med: Povl Winning Toussieng Junior (5. september 1918 - 17. november 1997), der var læge og børnepsykiater i USA, og Agnete Toussieng, gift Tryde, (25. juni 1921 - 31. maj 2006).

## Udstationering og forfatterskab
På opfordring af dronning Juliana, som Toussieng havde mødt på den hollandske ambassade i København, tog han til Hollandsk Ostindien i 1922 på en treårig kontrakt med den hollandske regering. Han blev stationeret i Borneo, og efter kontraktens udløb nedsatte han sig som praktiserende læge i den østlige del af Java - i Malang, hvor han tillige var industrilæge bl.a. ved Sukkerprøvestationen Pasoeroean. 
I 1937 vendte Toussieng tilbage til Danmark, hvor han i 1938 etablerede lægepraksis i Charlottenlund.
Toussieng skrev to bøger om sin tid i Borneos jungle: Mahakam: den store flod og Mahakam, ovenfor Faldene. Begge bøger udkom i 1941. 
For sit arbejde for hollandske flygtninge og "displaced persons" efter krigen, modtog Toussieng det Hollandske Røde Kors' medalje og blev udnævnt til officer af Orange-Nassau-ordenen.
I 1947 blev han udsendt til Java for en kortere periode af den hollandske regering som fungerende inspektør for Volksgezondheid.

## Modstandskamp under 2. verdenskrig
Toussieng var aktiv i Hjemmeværnets 1. kompagni og skjulte modstandsmænd i sit hjem under Besættelsen. Den 2. december 1944 blev han og hans søn, Povl W. Toussieng jr. arresteret og interneret af den tyske besættelsesmagt i en periode.